# غريغ موريارتي
غريغ موريارتي (بالإنجليزية: Greg Moriarty)‏ هو موظف مدني ودبلوماسي أسترالي، ولد في 4 أبريل 1964 في بريزبان في أستراليا.